# Konqi

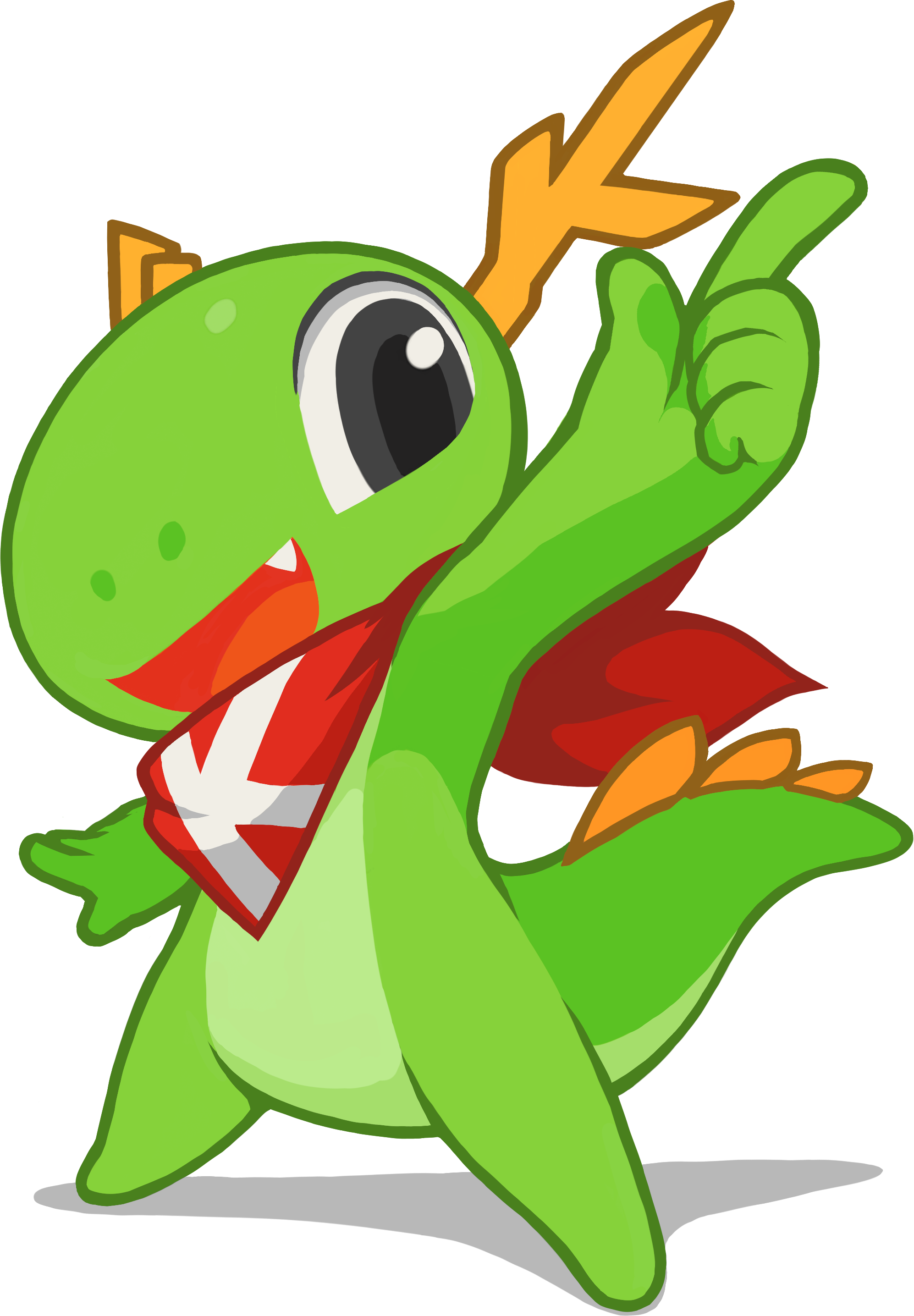
Konqi, зелений дракон

Konqi (укр. Конкі) — поточний талісман KDE спільноти, малий веселий зелений дракон. Konqi намалював Тайсон Тан (Tyson Tan), раніше Стефан Спатц (Stefan Spatz).

## Історія

### Кендальф

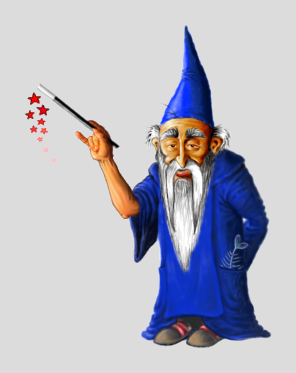
Кендальф

До появлення Konqi був чарівник Кендальф, що використовувався в довідкових додатках KDE. У нього була довга борода. Він носив гострий капелюх і блакитний халат, шкарпетки з червоно-білими смугами і коричневі капці. На руці чарівна паличка, яка створює зірки червоного кольору.
Кендальф був схожий на Мерліна з Microsoft Agent, чарівника з фільму від Disney «Меч у камені», та назву з книги Джона Толкіна «Ґендальфом». Щоб компанії не подали в суд на KDE, Кендальф, починаючи з KDE 3, був повністю видалений.

### Konqi
Konqi вперше з'явився в квітні 1999 року, був помічником з довідки KDE в бета-версії KDE 2. Першу версію Konqi намалював Стефан Спатц. Починаючи з версії KDE 3, Konqi повністю замінив Кендальфа.

### Новий дизайн
Коли KDE 5 розроблялася, в грудні 2012 рік а співтовариство вирішило змінити дизайн Konqi, щоб маскот був такий же сучасний, як і  середовище. Також KDE просила використовувати Krita для виготовлення нового дизайну. На  форумах спільноти KDE були створені теми для голосування за новий дизайн Konqi. Для голосування пішло 19 дизайнів, і Konqi, намальований  Тайсоном Таном, було обрано в якості нового дизайну Маскота.
Художні роботи від Тайсона Тана були використані коротко в обговоренні про початок складання KDE Frameworks 5. Але його горизонтальний склад і більшу кількість персонажів були комфортними всередині невеликого діалогу про KDE Frameworks 5. Потім твір було замінено вертикальної версією з меншою кількістю символів. Більш красивий дизайн був створений художником потім, і була прийнята остаточна версія.

## Оформлення

### Минула версія
У версії від Стефана Спатца, Konqi був намальований в стилі 3D. Має жовто-зелений живіт, брови над його очима, 2 ікла, 2 маленьких роги на голові, крила кажана і маленькі шипи. У нього по 3 пальці на руці і нозі. Носить шматок  червоного шарф а з буквою «K».

### Нинішня версія
Версія від Тайсона Тана була намальована в стилі 2D. Художник вирішив зробити свій дизайн чимось схожим на старий, щоб показати непереривання духу.
Новий Konqi має грайливий дизайн і схожий на персонажа з дитячого мультфільму. Зелений колір його став світлішим, в порівнянні з минулим, а живіт світліше його шкіри. Двоє великих мультяшних очей, два маленьких ікла (але видно тільки одне). Жовті роги з буквою «K». Для більш дружнього погляду крила кажана були видалені. У нього тільки 3 великих трикутних жовтих шипи на хвості. У нього по п'ять пальців на руках, пальці ніг не зображені, і немає кігтів. Він як і раніше носить шматок шарфа з буквою «K», але буква більше.
Його часто зображують у героїчній стійці, дивлячись на людей з веселою посмішкою на обличчі, вказуючи лівим вказівним пальцем в небо.
Для цієї версії була створена колекція з 24 творів, яка кожна зображує Konqi, виконуючи різні дії.

## Варіанти драконів

### Кейті

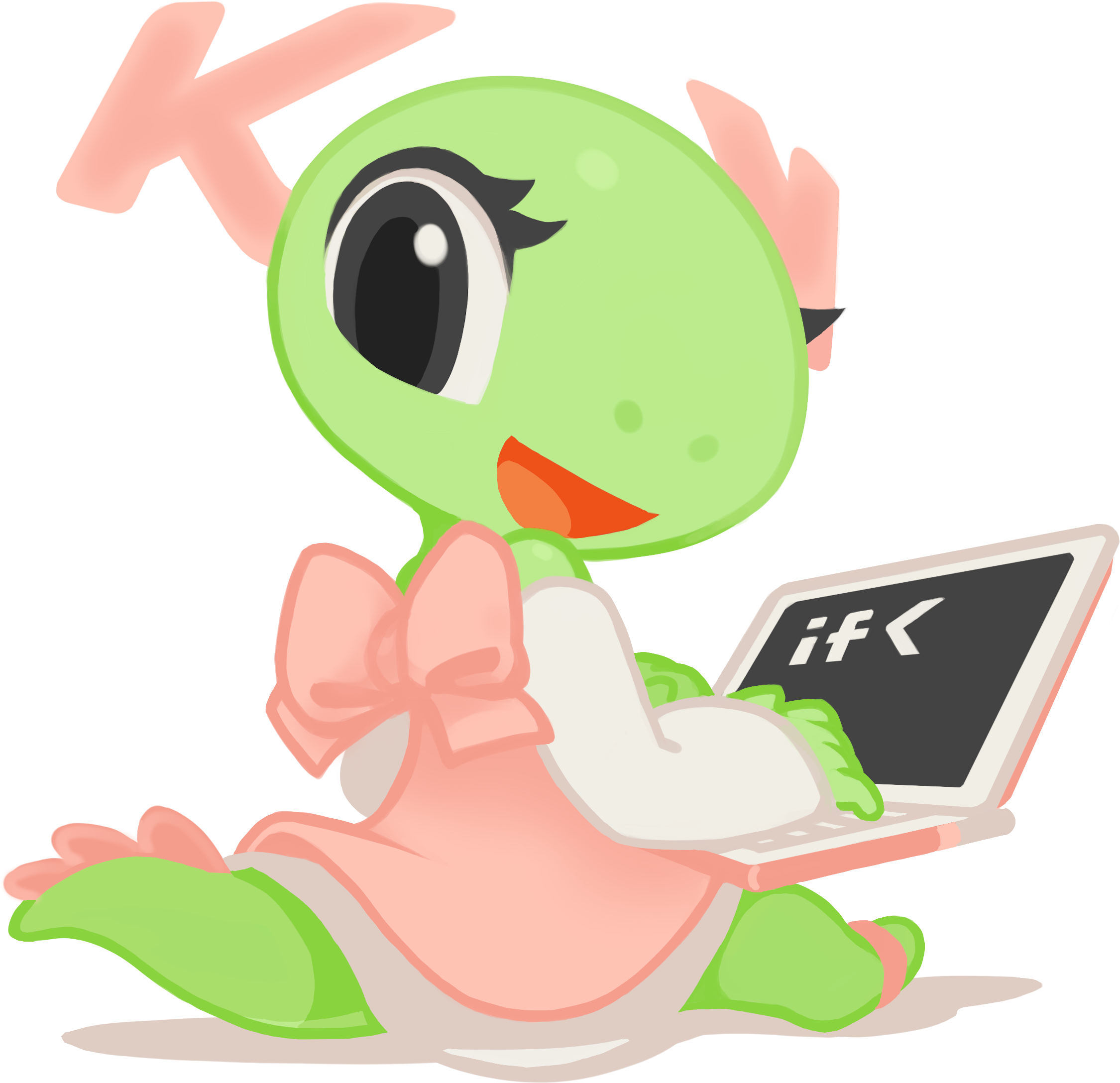
Кейті

Кейті - дракон жіночої статі. Була представлена в 2010 році. Призначено талісманом жіночого проекту KDE. Як і Konqi, теж має два дизайни. Колишня версія була намальована Агнешкою Цайковскою, поточна версія - Тайсоном Таном.
У колишній версії Кейті була подругою Konqi. Вона - зелений дракон в білій сукні. З двома іклами, двома білими рогами на голові, по 3 пальці на руках і ногах, з кігтями. Носить ремінець і срібний браслет. У неї не було задніх крил, в порівнянні з Konqi.
У нинішній версії Кейті є дівчиною, яка є сусідкою Konqi. Також вони близькі друзі. У неї світліший зелений колір, в порівнянні з Konqi. З великими мультяшними очима з довгими віями. Немає видимих іклів. У неї також є два рожевих роги, схожих на «K», але є багато відмінностей. Роги Konqi з'єднуються з його головою коренем першого удару, а роги Кейті з'єднуються з її головою коренем останнього удару. Краї рогів Кейті також круглі. У неї немає кігтів і по п'ять пальців на руках. Три рожевих шипи на хвості. Вона носить білу сукню з довгими рукавами.

### Інші дракони

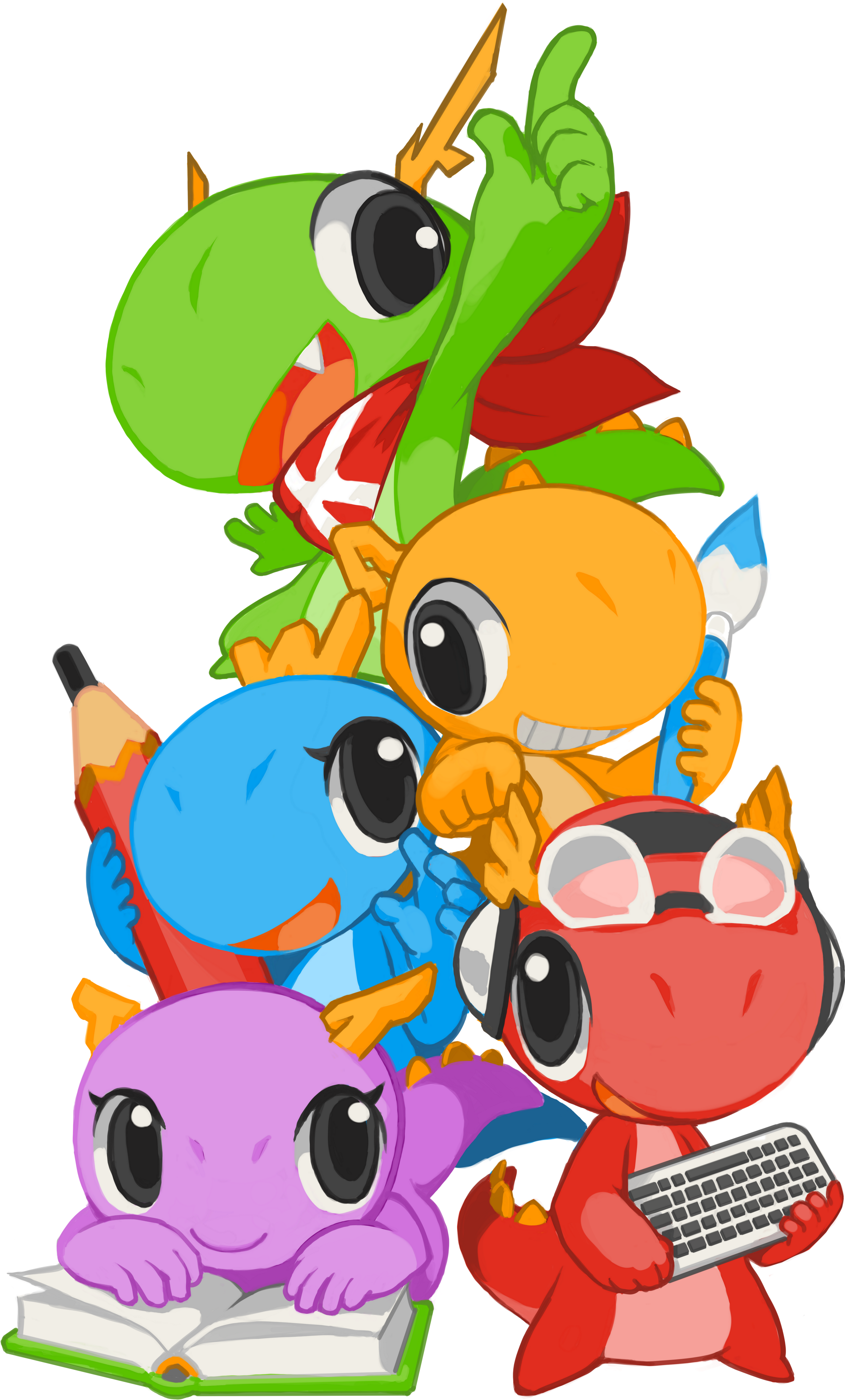
Талісмани помічників KDE

Інші дракони різних кольорів і професій були додані до виду Konqi як частина концепції редизайну Тайсона Тана. Кожен дракон має пару рогів у формі літери, які відображають їх положення в суспільстві KDE. Наприклад:
- W (Writers) для авторів;
- T (Translators) для перекладачів;
- S (Scientists) для вчених;
- E (Engineers) для інженерів;
- A (Artists) для художників;
- F (Facilitators) для фасилітаторів;
- U (Users) для користувачів.

І так далі. Кожен варіант Konqi також має різні аксесуари, які відображають їх особистість. Різні кольори, професії і роги можуть бути рекомбіновані вільно, щоб створити унікального індивідуального Konqi.

## Галерея
Всі художні проекти Тайсона Тана мають ліцензію Creative Commons BY-SA, GFDL та LGPL.

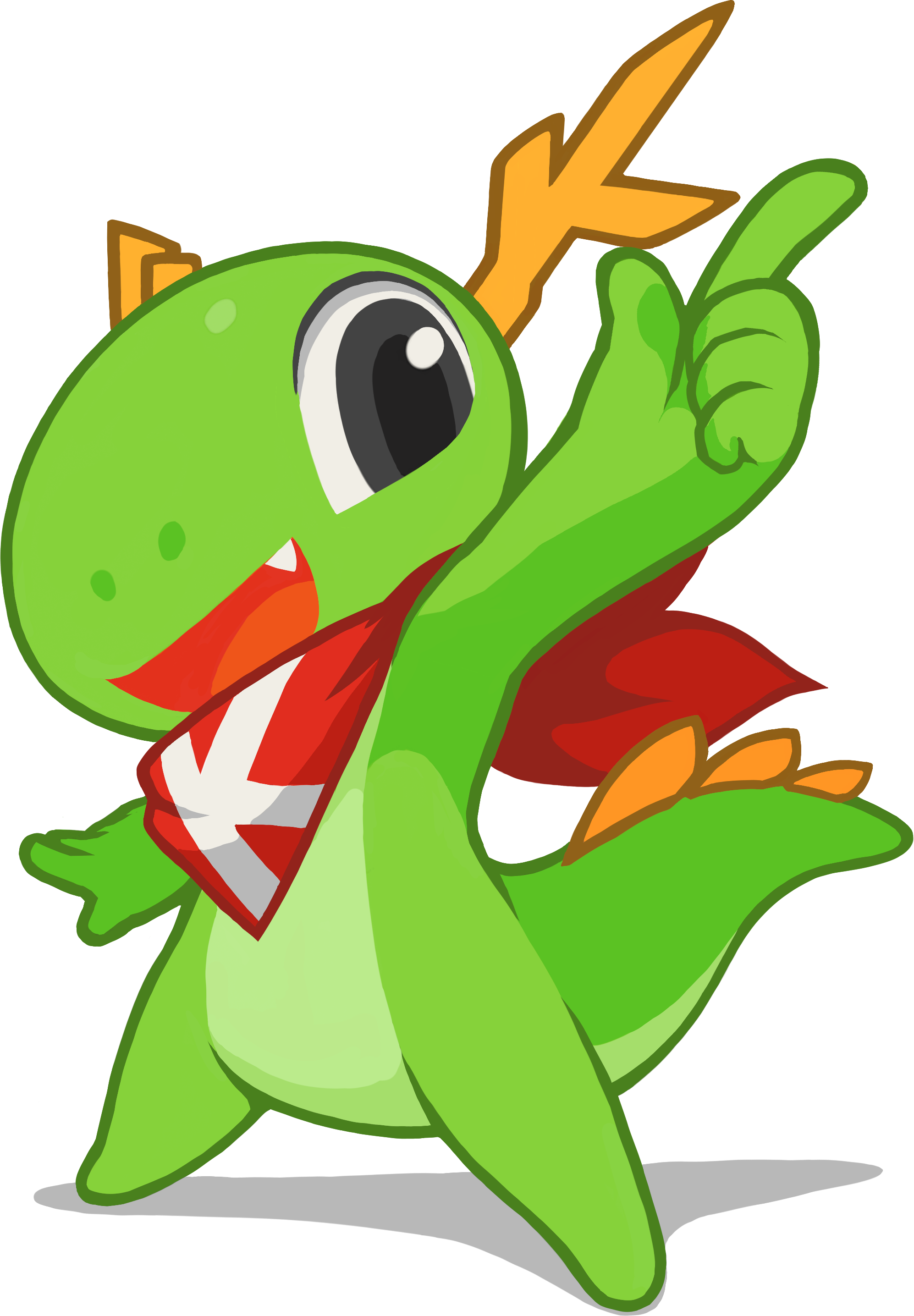
Новітній дизайн Konqi
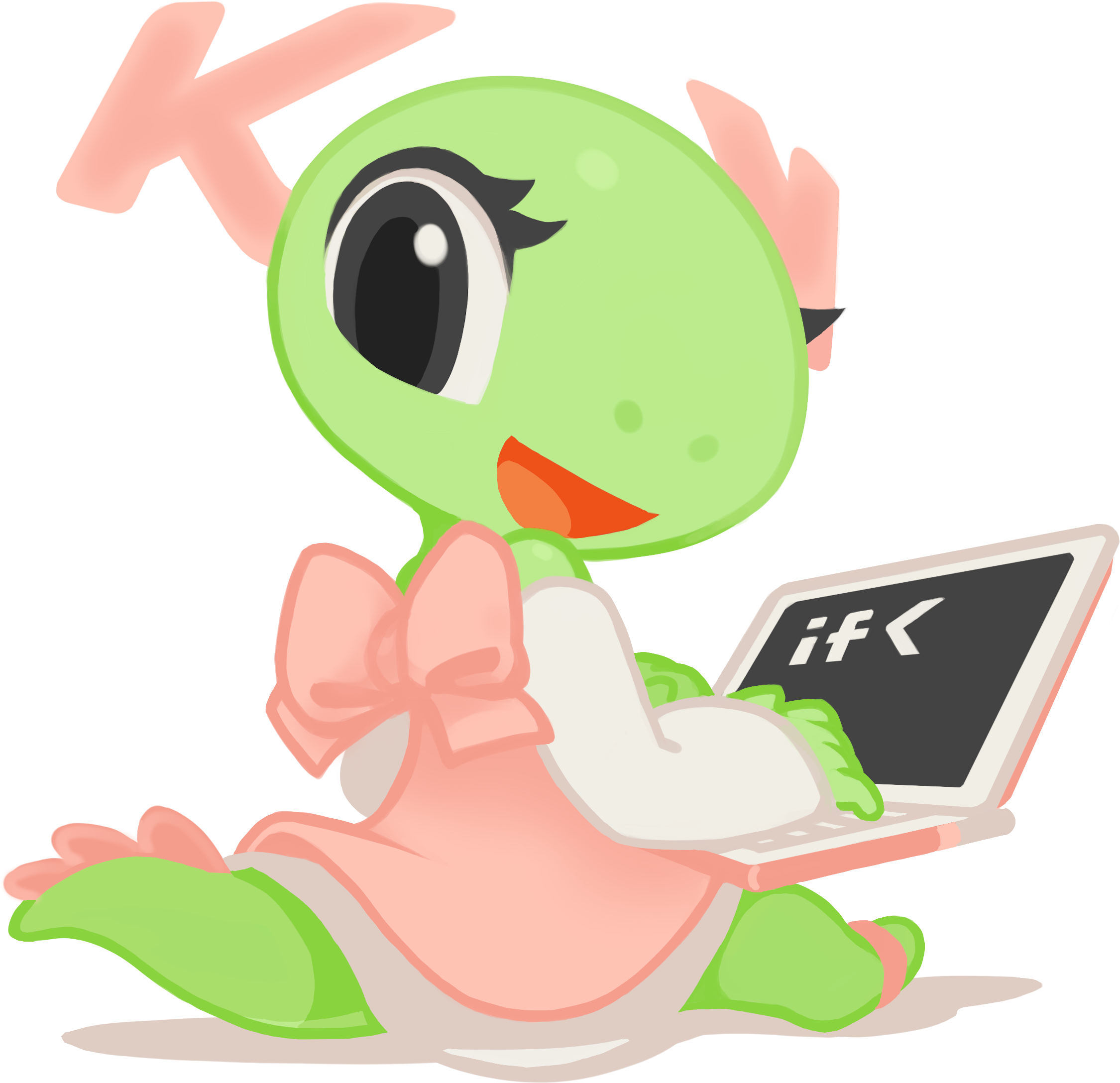
Новітній дизайн Кейті
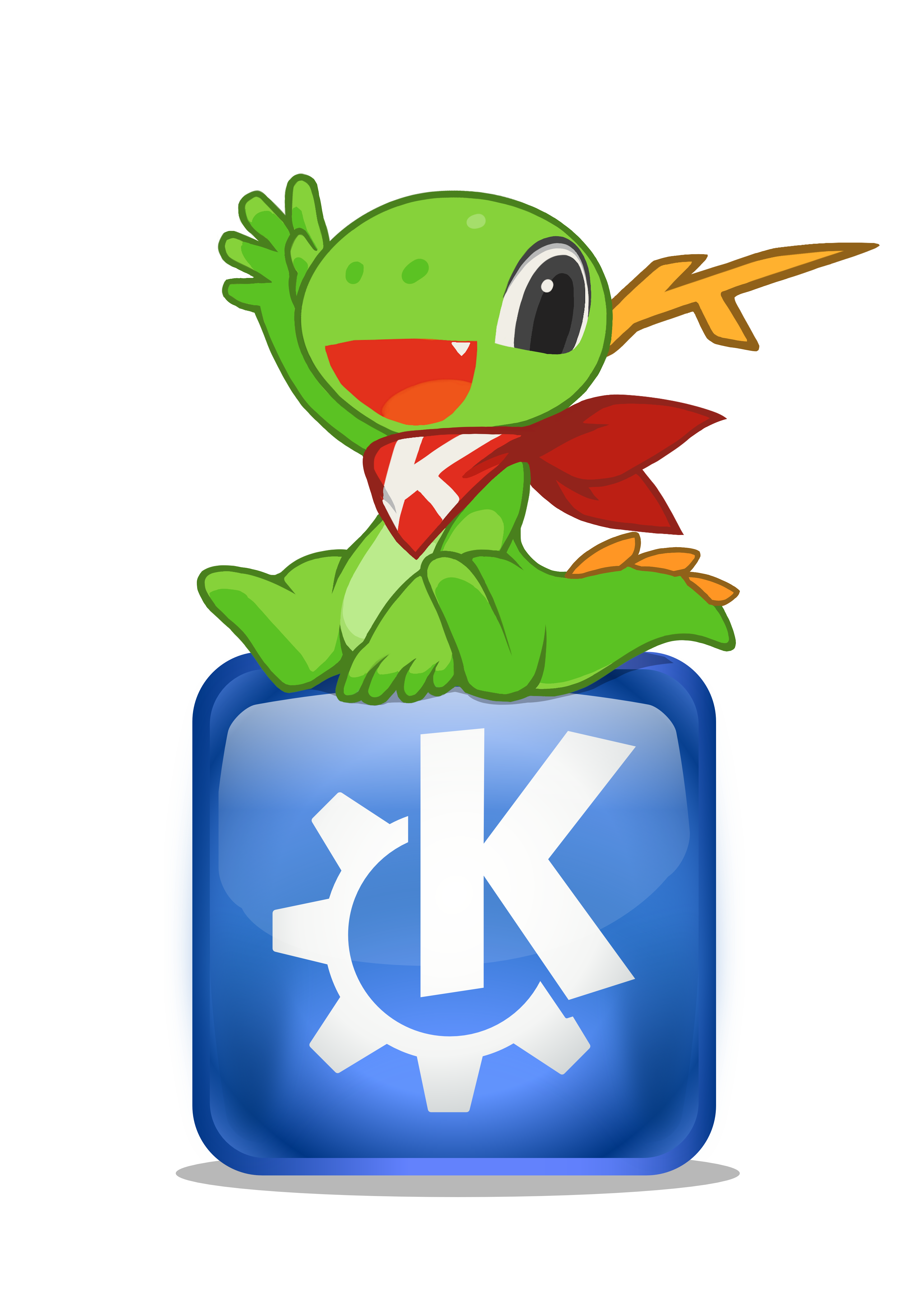
Konqi на логотипі KDE в стилі Oxygen.
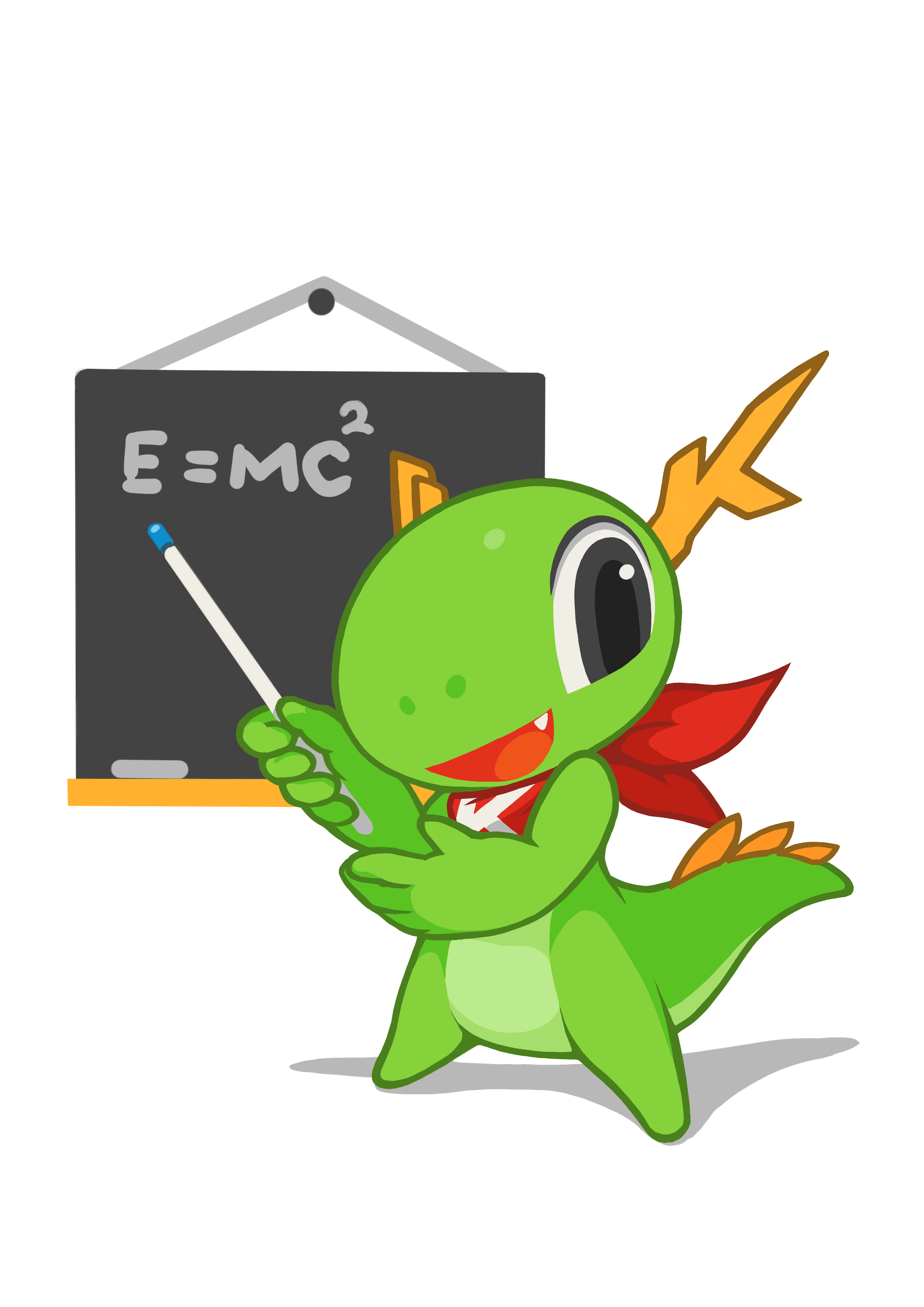
Талісман KDE Konqi для презентаційних та навчальних програм
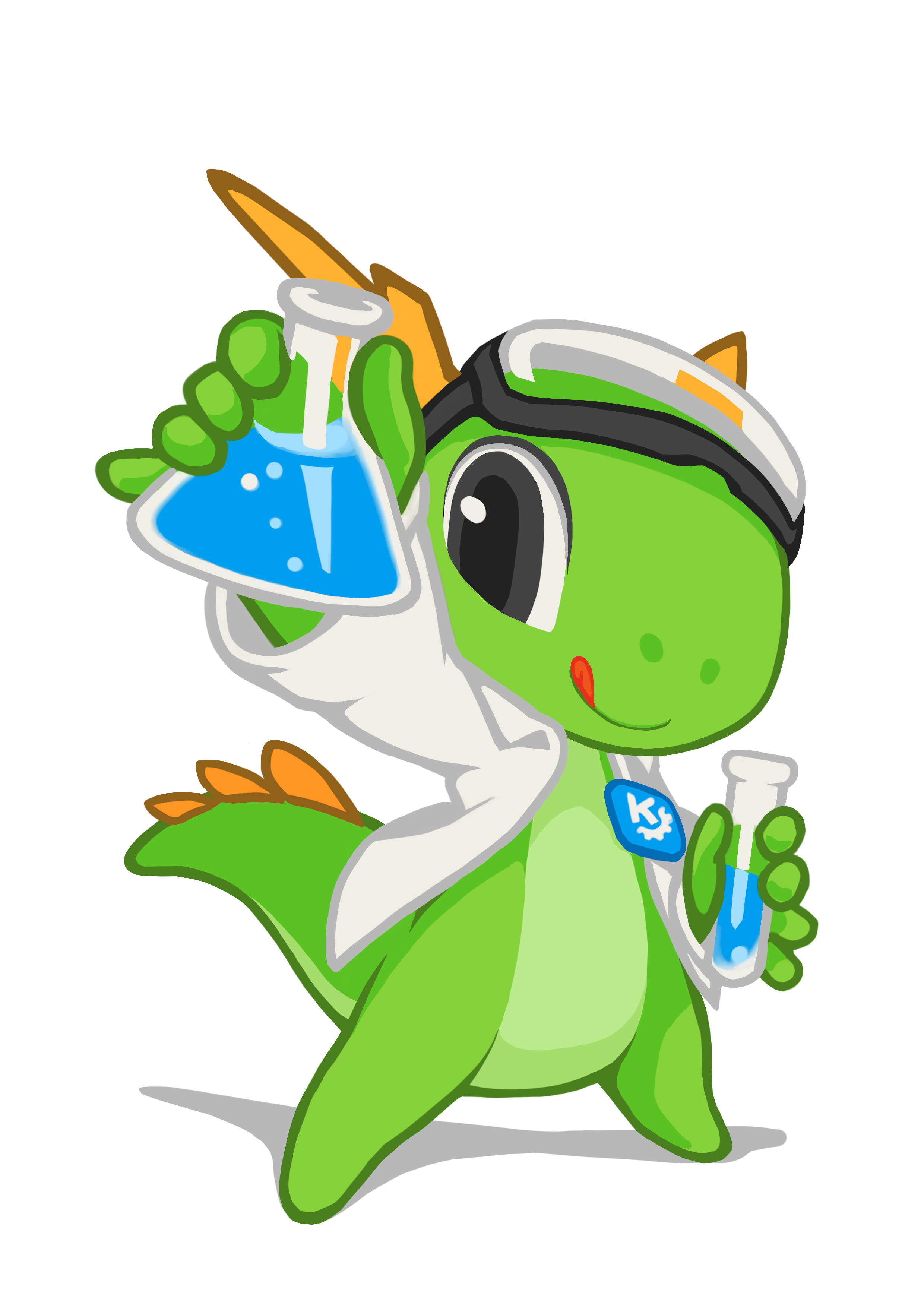
Талісман KDE Konqi для науки та експериментальних програм

### Попередня версія драконів

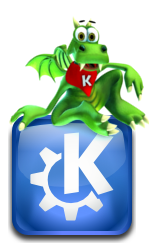
Колишній дизайн Konqi від Стефана Спатца.
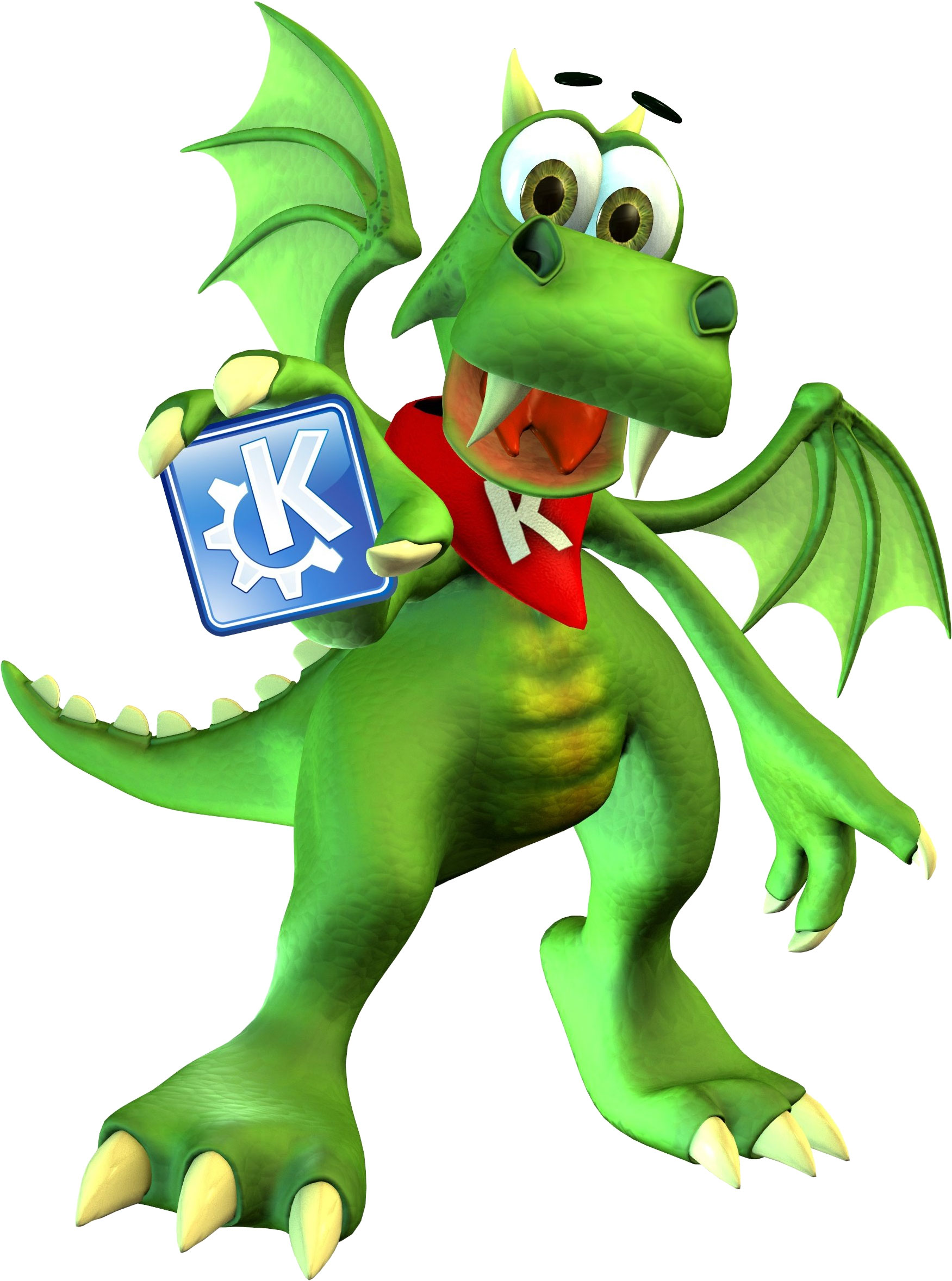
Колишній дизайн Konqi тримає логотип KDE 3.
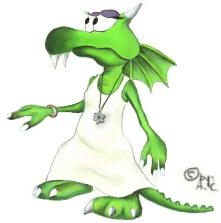
Колишній дизайн Кейті від Агнешки Цайковскої

### Konqi в діалогових повідомленнях

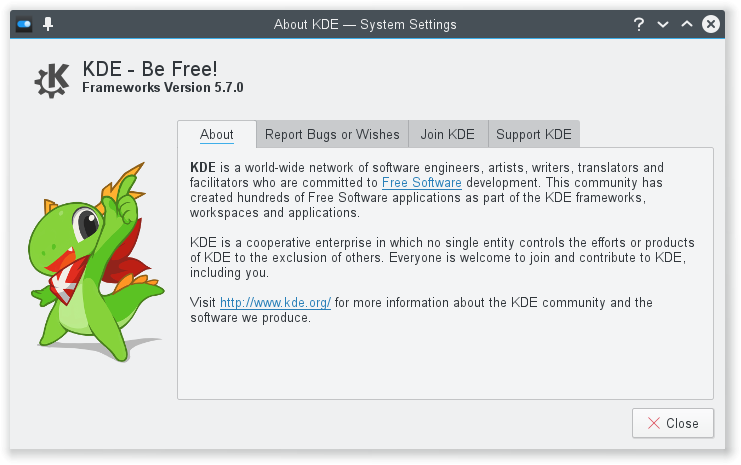
Інформація про KDE 5.7 з новим дизайном Konqi
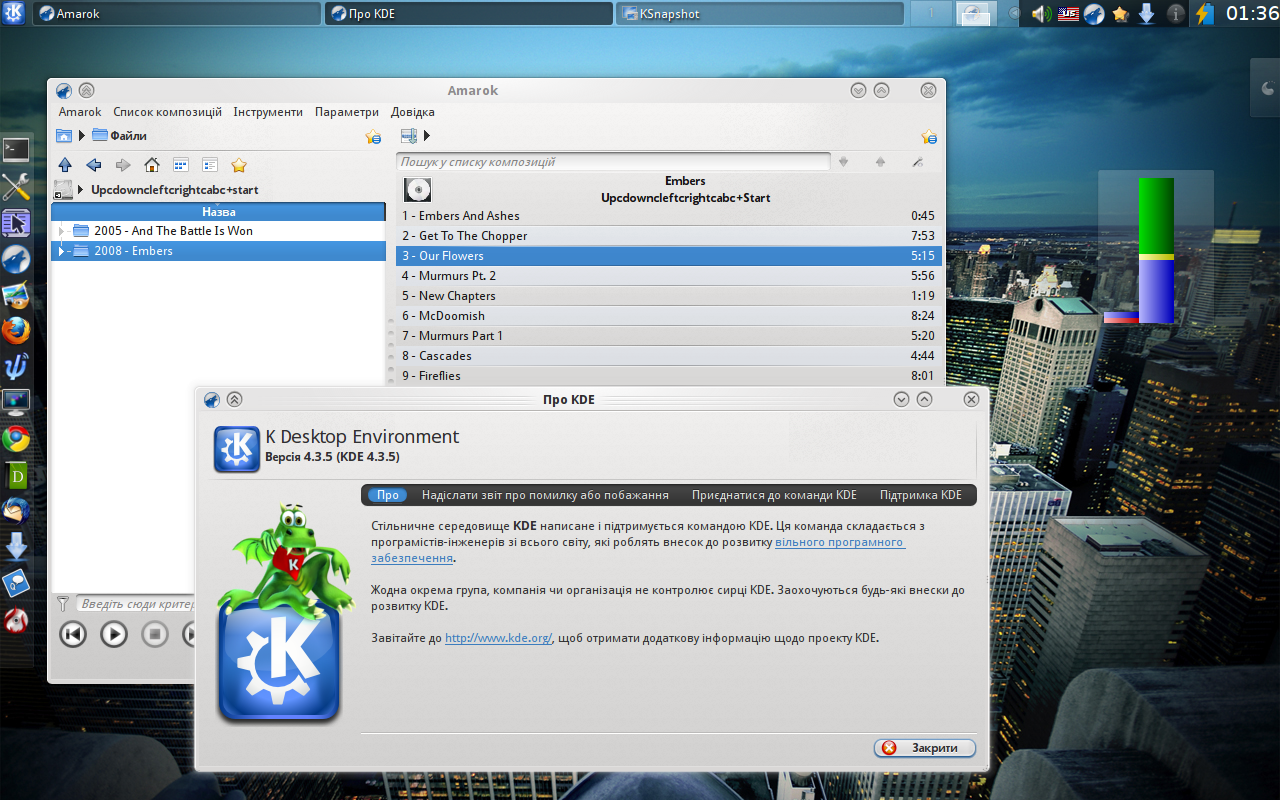
Інформація про KDE і Konqi в KDE Plasma 4.
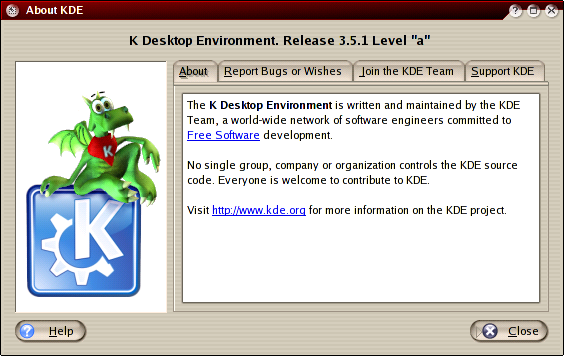
Konqi в діалоговому вікні About KDE 3
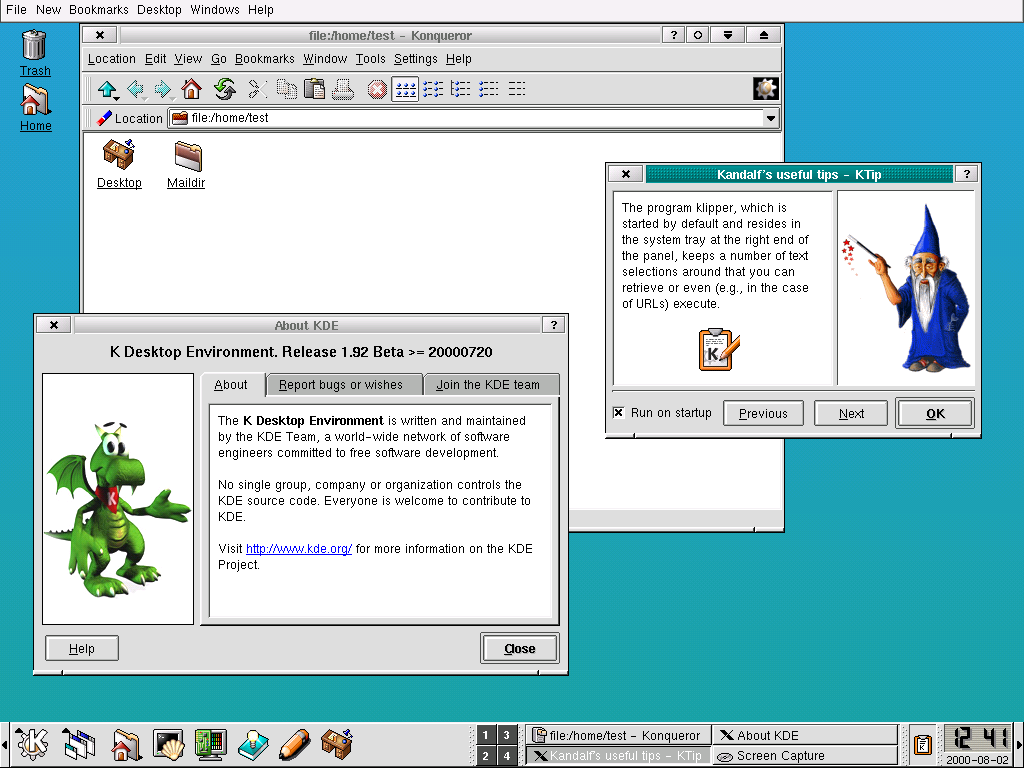
Konqi і Kandalf у бета-версії KDE 2.